# Just Andersen
 For alternative betydninger, se Just Andersen (flertydig). (Se også artikler, som begynder med Just Andersen)
Just Andersen (født 13. juli 1884 i Godhavn, Grønland, død 11. december 1943 i Glostrup) var en dansk korpuskunstner, sølvsmed og billedhugger og sammen med sin 1. kone Alba Just Andersen stifter af den verdenskendte virksomhed Just Andersen A/S.
Just Andersen blev født i Godhavn på Diskoøen, der ligger på grønlands vestkyst.
Hans forældre var inspektør og skifteforvalter i Nordgrønland Niels Alfred Andersen og Martha Elisabeth Ingeborg Carlsen, og han var ud af en søskendeflok på otte børn. Her blev hans kreative gen ganske givet stimuleret og udviklet. Just Andersen er via sine forældres erhverv og perioden vokset op med udsyn til verden, og i kontakt med forsknings- og opdagelsesrejsende, der senere er berømmet og indskrevet i historien for deres udforskning og optegnelser af Grønland. Robert Edwin Peary og Knud Rasmussen er omtalt i arkivalier fra familien.
Just Andersen stod i lære som dekorationsbilledhugger hos Hans Lamberg-Petersen i tre år, besøgte Kunstakademiets malerskole 1910, Skolen for Dansk Kunsthaandværk (Jens Møller-Jensen) 1912 og atter Kunstakademiet, men nu billedhuggerskolen, vinteren 1920-21. Via sin 1. hustru kom han i forbindelse med Mogens Ballin, som han blev inspireret af, og 1918 grundlagde han sit eget sølvsmedefirma, Just Andersen, og det blev aktieselskab 1929.

## Ægteskaber
Han blev gift 1. gang 5. oktober 1915 i Søllerød med ciselør Alba Mathilde Lykke (13. april 1882 i København - 28. december 1953 i Gentofte), datter af forvalter, senere overforvalter i DFDS Niels Christian William Lykke og Kirstine Lorine Nielsen. Ægteskabet opløst 1935.
Han blev gift 2. gang 17. maj 1938 i Glostrup med senere indendørsarkitekt Esther Nielsine Jakobine Petersen (14. november 1891 i Ebeltoft - 28. september 1973 i København), datter af uldhandler Jens Karl Petersen og Petra Jensine Vilhelmine Mikkelsen.
Han er begravet på Råby Kirkegård, Randers Amt.

## Protektor
Josephine af Rosenborg bliver den 14. december 2014, indsat som protektrice i Just Andersen Selskabet af 13. juli 2012